# Adrien Poliquin
Joseph Adrien Poliquin (ur. 10 kwietnia 1929 w Victoriaville, zm. 14 czerwca 2012 w Richelieu) – kanadyjski zapaśnik walczący w stylu wolnym. Olimpijczyk z Helsinek 1952, gdzie zajął czternaste miejsce w wadze koguciej.

## Letnie Igrzyska Olimpijskie 1952
| Konkurencja      | Rundy eliminacyjne                | Rundy eliminacyjne        | Klas. końcowa |
| Konkurencja      | Przeciwnik I                      | Przeciwnik II             | Miejsce       |
| ---------------- | --------------------------------- | ------------------------- | ------------- |
| 57 kg styl wolny | Khashaba Dadasaheb Jadhav (IND) P | Ferdinand Schmitz (GER) P | 14.           |